# 我最強 (Ado歌曲)
〈我最強〉（日语：私は最強）是日本歌手Ado的第11首數位發行單曲，於2022年6月22日由Virgin Music發行。

## 概要
〈我最強〉為2022年動畫電影《ONE PIECE FILM RED》的劇中歌，由Mrs. GREEN APPLE作詞兼作曲。